# Hidden Place (album)
Hidden Place is het vierde album van de Italiaanse metalband DGM, uitgebracht in 2003 door Scarlet Records.

## Track listing
1. "A Day Without the Sun" — 3:35
2. "Save Me" — 5:33
3. "Hidden Place" — 7:49
4. "Invisible Rain" — 6:06
5. "Storm #351" — 5:06
6. "Heaven" — 6:16
7. "Alone" — 6:35
8. "Blind!!" — 5:13
9. "Age Of The Flame" — 5:01
10. "Winter Breeze" — 8:17

## Band
- Titta Tani - zanger
- Diego Reali - gitarist
- Andrea Arcangeli - bassist
- Fabio Sanges - toetsenist
- Fabio Costantino - drummer